# Katumbia
Katumbia es un género extinto de sinápsido dicinodonto del Pérmico Superior (Changhsingiense) de Tanzania.